# 裘安邦
裘安邦（？—1832年），浙江省紹興府會稽縣（今浙江省紹興市）人，清朝軍事將領，同武進士出身。
嘉慶十年（1805年），登乙丑科武進士，授藍翎侍衛。嘉慶十七年，署徐州中營夏鎮汛守備。嘉慶十八年，授青山營守備。嘉慶二十一年，署徐州城守營都司；嘉慶二十四年，授江寧城守左營都司。嘉慶二十五年，任青村營都司、海州營參將。道光二年，任江南河標中軍副將。道光四年，署徐州鎮總兵、次年署松江鎮總兵。道光六年，任壽春鎮總兵，道光七年，任徐州鎮總兵。